# Энтль-Пунигль
Энтль-Пунигль (устар. Энтль-Пун-Игль) — река в России, протекает по Сургутскому району Ханты-Мансийского АО. Устье реки находится в 73 км по правому берегу реки Яккунъях. Длина реки составляет 18 км.
В 8 км от устья, по левому берегу реки впадает река Ай-Пун-Игль

## Данные водного реестра
По данным государственного водного реестра России относится к Верхнеобскому бассейновому округу, водохозяйственный участок реки — Обь от города Нефтеюганск до впадения реки Иртыш, речной подбассейн реки — Обь ниже Ваха до впадения Иртыша. Речной бассейн реки — (Верхняя) Обь до впадения Иртыша.
Код объекта в государственном водном реестре — 13011100212115200047383.